# Comté de Lake (Oregon)
Pour les articles homonymes, voir Comté de Lake.
Le comté de Lake, en anglais : Lake County, est un comté situé dans le sud de l'État de l'Oregon aux États-Unis. Son nom signifie en français : lac. Le siège du comté est Lakeview. Selon le recensement de 2020, sa population est de 8 160 habitants.

## Géographie
Le comté a une superficie de 21 648 km², dont 21 071 km² est de terre. 

### Comtés adjacents
- Comté de Deschutes (nord)
- Comté de Klamath (ouest)
- Comté de Harney (est)
- Comté de Modoc, Californie (sud)
- Comté de Washoe, Nevada (sud)